# Японские послелоги
Послелоги в японском языке — служебные слова, следующие за существительным, и выражающие различного рода пространственно-временные значения. В зависимости от этимологии различают отыменные и отглагольные послелоги

## Отымённые послелоги
Происходят от существительных с соответствующим пространственно-временным значением, сохраняют их грамматические свойства. Предшествующее существительное оформляется суффиксом родительного падежа -の (-но).
- 前 (маэ) — перед
- 後 (ато) — после
- 後ろ (усиро) — позади
- 上 (уэ) — на
- 下 (сита) — внизу, под
- 中 (нака) — внутри
- 側 (соба) — рядом
- 内 (ути) — в
- 為 (тамэ) — для
- 時 (токи) — время

Существительное в сочетании с отыменным послелогом может быть в предложении:
- определением, оформляется суффиксом родительного падежа -の (-но): 机の上の電灯 (цукуэ-но уэ-но дэнто:, лампа, которая стоит на столе);
- прямым дополнением, оформляется суффиксом винительного падежа -を (-о): 汽船は波の上を走っている (кисэн-ва нами-но уэ-о хаситтэ иру, пароход бежит по волнам);
- косвенным дополнением (в другом падеже): あの山の上に城がある (ано яма-но уэ-ни сиро-га ару, на той горе есть замок), 駅の前で会った (эки-но маэ-дэ атта, встретились у станции)

## Отглагольные послелоги
Образуются от глаголов. Традиционно записываются хираганой. Могут быть в обстоятельной и определительной формах.
Обстоятельная форма представляет собой глагол в форме деепричастия или во II основе. Так от глагола 依る (ёру, опираться на что-либо, исходить из чего-либо) образуется послелог в обстоятельной форме よって (ёттэ, благодаря, при помощи, в результате) или より (ёри).
Другие примеры:
- めぐって/めぐり (мэгуттэ/мэгури, вокруг, относительно): この仮説をめぐって活発な議論が展開されています (коно касэцу-о мэгуттэ каппацуна гирон-га тэнкай-сарэтэ имасу, вокруг этой гипотезы развернулись оживлённые споры)
- かんして/かんし (канситэ/канси, относительно, по-поводу): この問題にかんして私の意見を述べます (коно мондай-ни канситэ ватаси-но итэн-о нобэмасу, я изложу своё мнение по этому вопросу)

Определительная форма представляет собой либо III основу глагола, либо обстоятельную форму, оформленную суффиксом -の (-но), например от かんして (канситэ, относительно, по-поводу) — かんする/かんしての (кансуру/канситэ-но): この問題にかんする（かんしての）彼の意見を知っていますか (коно мондай-ни кансуру (канситэ-но) карэ-но икэн-о ситтэ имасу ка, знаете ли вы его мнение по этому вопросу).
В зависимости от падежа предыдущего существительного отглагольные послелоги делятся на следующие группы):
- послелоги, управляющие дательным падежом -に (-ни): 対して/たいして (тайситэ, по отношению к, в отношении), 応じて/おうじて (о:дзитэ, в соответствии с, сообразно с), 伴って/ともなって (томонаттэ, по мере, вместе с), 基づいて/もとづいて (мотодзуйтэ, основываясь на), 亙って/わたって (вататтэ, на притяжении, в течение), 向って/むかって (мукаттэ, в направлении, обращаясь к), 従って/したがって (ситагаттэ, согласно, по мере того, как), 当って/あたって (ататтэ, во время, по случаю, при), 取って/とって (тоттэ, для), 就いて/ついて (цуйтэ, о)
- послелоги, управляющие винительным падежом -を (-о): 以って/もって (моттэ, при помощи), 経て/へて (хэтэ, через, минуя), 通じて/つうじて (цу:дзитэ, через, сквозь), 始め/はじめ, 初めとして/はじめとして (хадзимэ, хадзимэ-то ситэ, в первую очередь), 除いて/のぞいて (нодзойтэ, исключая, кроме), 含めて/ふくめて (фукумэтэ, включая, включительно)
- послелоги, управляющие совместным падежом -と (-то): 違って/ちがって (тигаттэ, в отличие от), 比べて/くらべて (курабэтэ, по сравнению с)